# Laudanum
Laudanum (în trecut denumit și laudan) este o tinctură de opiu ce conține mai multe tipuri de alcaloizi, precum morfină și codeină. A fost utilizat foarte frecvent în trecut pe post de medicament, fiind valorificat pentru efectele antidiareice, analgezice și antitusive.